# Regioni del Kirghizistan

Regioni del Kirghizistan

Le regioni del Kirghizistan (oblast') sono la suddivisione di primo livello del Paese; sono pari a 7 e sono ulteriormente suddivise in distretti (rajon). Alle regioni sono equiordinate 2 città autonome, Biškek e Oš.

## Lista
| Localizzazione | Bandiera | Regione   | Capoluogo      | Popolazione (2009) | Superficie (Km²) |
| -------------- | -------- | --------- | -------------- | ------------------ | ---------------- |
|                |          | Batken    | Batken         | 380 300            | 380 200          |
|                |          | Čuj       | Biškek         | 790 500            | 19 895           |
|                |          | Naryn     | Naryn          | 245 300            | 44 160           |
|                |          | Oš        | Oš             | 1 000 000          | 28 934           |
|                |          | Talas     | Talas          | 219 600            | 13 406           |
|                |          | Ysykköl   | Karakol        | 425 100            | 43 735           |
|                |          | Žalalabad | Žalalabad      | 938 600            | 32 418           |
|                |          | Biškek    | Città autonoma | 865 100            | 170              |
|                |          | Oš        | Città autonoma | 243 200            | 183              |